# Melilla
|  | Pel barri de Montevideo, vegeu Melilla (Montevideo) |

Melilla (àrab: مليلة, Malila, o, en la pronunciació actual i local, Mlila; en amazic Tamlilt; Rusadir) és una ciutat autònoma d'Espanya situada al nord d'Àfrica. És un enclavament de sobirania espanyola. Hi conviuen quatre religions: cristians, musulmans, jueus i hindús. Té un gran patrimoni del modernisme, només superat a Espanya pel de Barcelona. A més a més, s'hi pot veure l'únic arc gòtic de tot Àfrica.

## Situació política
La Constitució Espanyola de 1978 reconegué Ceuta i Melilla com a ciutats autònomes. L'any 1995 es va aprovar a les Corts Generals (Parlament) un estatut específic, que encara que no els concedeix capacitat legislativa, sí que els permet proposar a les Corts les iniciatives legislatives que considerin oportunes. A diferència de les comunitats autònomes, no té una assemblea legislativa autònoma pròpia.

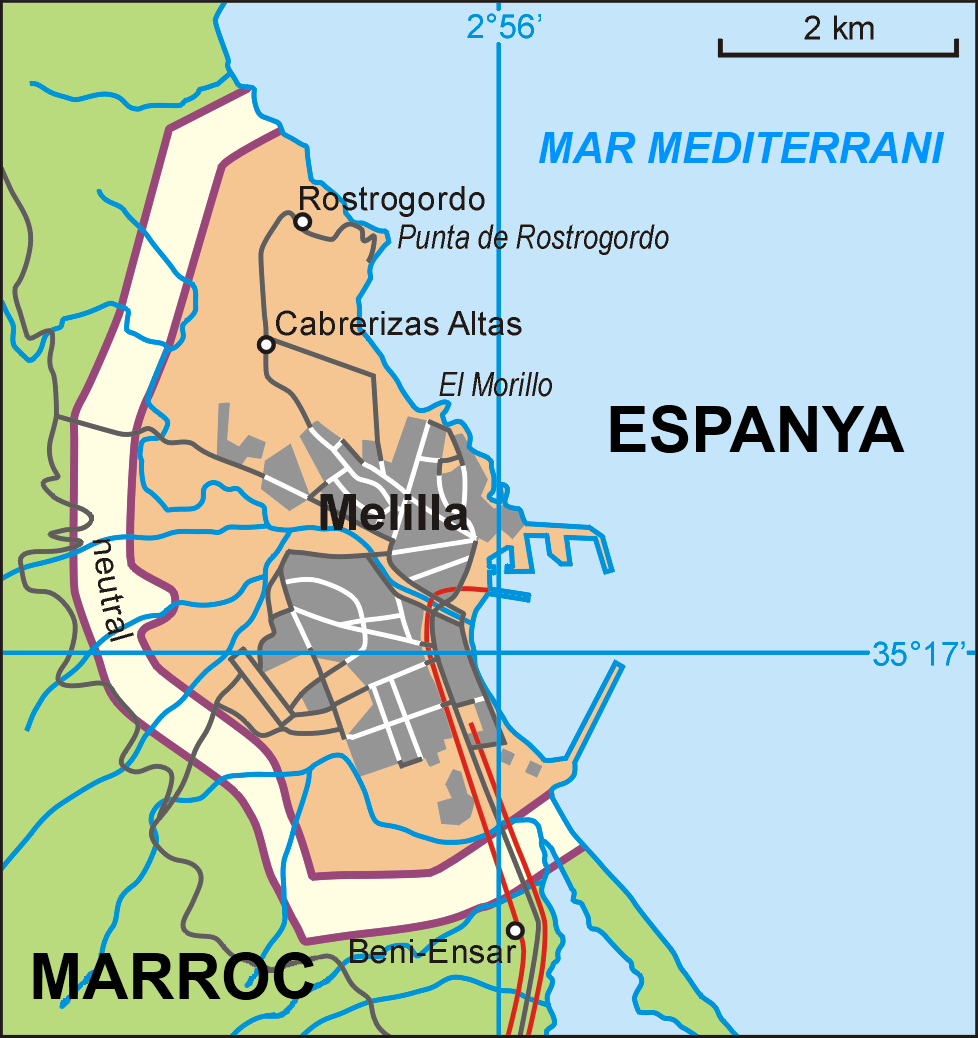
Mapa de Melilla

## Història
Els orígens de Melilla estan a un enclavament del poble fenici anomenat Rusadir. Va estar dominat per cartaginesos i romans. Després d'un atac dels vàndals, va ser reconstruïda pels romans d'Orient.
Al segle vii la van conquerir els musulmans i li van donar el seu nom actual. El 930 el califa cordovès Abd al-Rahman III, va aconseguir el suport del cap dels amazics Miknasa, Musa ibn Abi l-Afiya (que abans havia servit als fatimites) el qual es va apoderar de la ciutat i hi va construir muralles i es va erigir en un baluard contra els fatimites i un port fàcilment connectat amb l'Àndalus. El descendents del seu fill al-Buri ibn Musa la van tenir com a punt central dels Mikanasa al Magreb fins que el grup fou derrotat i dispersat per l'almoràvit Yússuf ibn Taixfín el 1070, però ja l'havien abandonat almenys tres anys abans, ja que al-Bakrí diu que el 1067 la població de la ´ciutat i la seva regió van cridar un idríssida hammúdida d'Al-Andalus que fou reconegut sobirà. Llavors la ciutat tenia muralles, hammam, mercats i gran mesquita, a més d'una poderosa ciutadella i estava poblada pels Banu Wartadi o Banu Wartada de la tribu Battuya dels sanhadja. Va ser coneguda com a port comercial encara que el port només es podia utilitzar l'estiu, i que recollia les mercaderies que venien des de Sigilmasa i s'estenien per la Mediterrània. Del 1067 al 1080 va restar independent de Fes o de Nakur però en aquest any fou ocupada pel sobirà almoràvit.
El 1141/1142 un contingent almohade que havia sortit de Tamsaman, va assetjar i ocupar la ciutat. Els almohades la van conservar fins al 1272, quan la van perdre davant els marínides. En aquest temps sembla que el tràfic comercial s'havia desplaçat a un altre port de la costa, Ghassasa (Alcudia als portolans de l'àrab al-kudya al-bayda, un malnom que es donava a la ciutat), i havia perdut importància econòmica i militar i tot el segle xiii i els dos segle següents, fou Ghassasa la que va fer funcions de port de Fes i Taza.
El 1490, davant els rumors d'un atac cristià, els habitants la van abandonar; en revenja per aquesta deserció el sultà wattàsida va fer cremar la ciutat. El 17 de setembre de 1497 els castellans comandats per  Pere d'Estopinyà i Virués van desembarcar-hi i la van ocupar sense resistència. Va servir de base per atacar Ghassasa per terra, que fou capturada l'abril de 1506 que els marroquins van recuperar el 1533 però degut a la proximitat de Melilla ja no va tornar a recuperar importància, i l'activitat comercial va passar a al-Mazimma (moderna al-Hoceima). La fortalesa de Tazouta, a la rodalia, que havia estat la capital wattàsida, va esdevenir el centre de resistència als cristians i sota un santó local capital d'un feu que fou virtualment independent a la caiguda dels wattàsides. Els caps de la guerra santa a Tazuta i també a Midjaw no van parar d'atacar Melilla.
Els pretendents marroquins utilitzaven a vegades Melilla com a refugi o com a suport sobretot amb la dinastia sadita. El 1549 el wattàsida deposat Abu Hassun, es va refugiar a Melilla, titulat rei de Badis; el 1550 va acollir a Mawlay Amar, rei de Debdu, i la seva família. Nasir ibn Abd Allah al-Ghalib Billah va iniciar la guerra contra el seu oncle Ahmad al-Mansur, des de Melilla, el 1595.
Mulay Ismail la va assetjar el 1687 i el 1695, Mulay Muhammad III el 1774, però el marroc va reconèixer la titularitat espanyola sobre Melilla amb el Tractat d'Aranjuez de 1780. El 1880 tenia 9.000 habitants. En la guerra de 1893 (incident de Sidi Waryash) fou atacada altre cop. Del 1903 al 1908 va ser teatre de lluites dirigides pel pretendent al-Djilali al-Rugi (er-Roghi) que tenia centre a la kasba de Selwan i lluitava contra el sultà Abd al-Aziz ben al-Hasan, les tropes del qual foren derrotades i no van rebre ajut i es van haver de refugiar a territori espanyol sent després repatriades. A la regió, no gaire lluny es va produir el desastre d'Annual i els combats contra la república del Rif d'Abd al-Krim, que van durar fins al 1921.
A la ciutat es va originar l'aixecament que va desembocar en la guerra civil espanyola el 1936. La ciutat era considerada una "plaça de sobirania" dependent de la província de Màlaga (Ceuta depenia de Cadis). El 1955 tenia 86.500 habitants però en els darrers ha anat perdent població espanyola i l'ha guanyat d'emigrants legals i il·legals marroquins i el 2009 estava per sota dels 80.000 habitants.2019

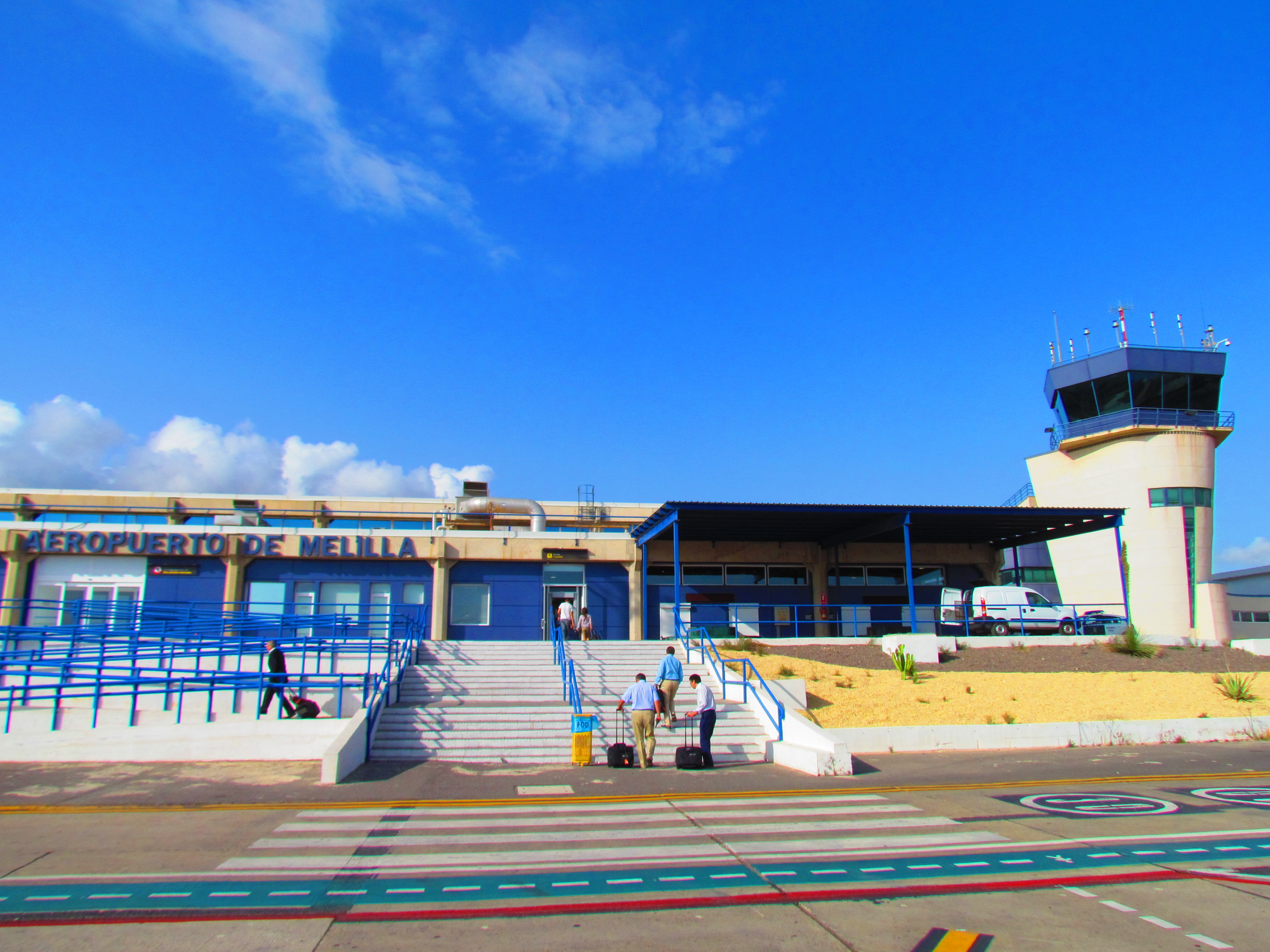
Aeroport de Melilla

La Constitució espanyola de 1978, en la seua Disposició Transitòria Cinquena, prevenia que Melilla podria esdevenir una comunitat autònoma si la majoria de l'ajuntament ho acordava.
El govern va remetre a les Corts Generals en gener de 1986 un projecte de llei orgànica per a aprovar l'Estatut d'Autonomia de Melilla. Així es va establir amb la Llei orgànica 2/1995, de 13 de març.

## Economia
Declarat port franc, Melilla es beneficia del trànsit comercial, amb moltes empreses espanyoles allà instal·lades per obtenir beneficis fiscals. Més d'un 50% de l'activitat empresarial està lligada a l'habitatge. Destaca també el paper de la pesca.
Depèn del Marroc i Espanya per a abastir-se de béns bàsics. Centenars de persones creuen cada dia la frontera per treballar. El mur de contenció que pretén frenar la immigració il·legal és una font constant de problemes.

## Festes locals
Les festes locals de Melilla són les següents:
- El 2 de setembre se celebra el Dia de la Ciutat Autònoma de Melilla.[1]
- El 8 de setembre, dia de la Verge de la Victòria, patrona de Melilla.
- El 17 de setembre, Dia de Melilla, se celebra l'aniversari de la incorporació de Melilla a la Corona d'Espanya (desembarcament de Pere d'Estopinyà i Virués el 1497).
- El 19 de març, dia de Sant Josep, se celebra l'aniversari de l'alçament del setge a Melilla (1774-1775) del Sultà de Marroc.[5]

## Monuments i llocs d'interès
Tota la zona de Melilla és declarada Bé d'interès cultural (BIC) com a Conjunt Històric-Artístic i actualment presenta la màxima protecció de la Llei de Patrimoni. Melilla va ser declarada com a tal l'11 d'agost de 1953 amb identificador RI-53-0000022.
En el seu interior existeixen monuments com:

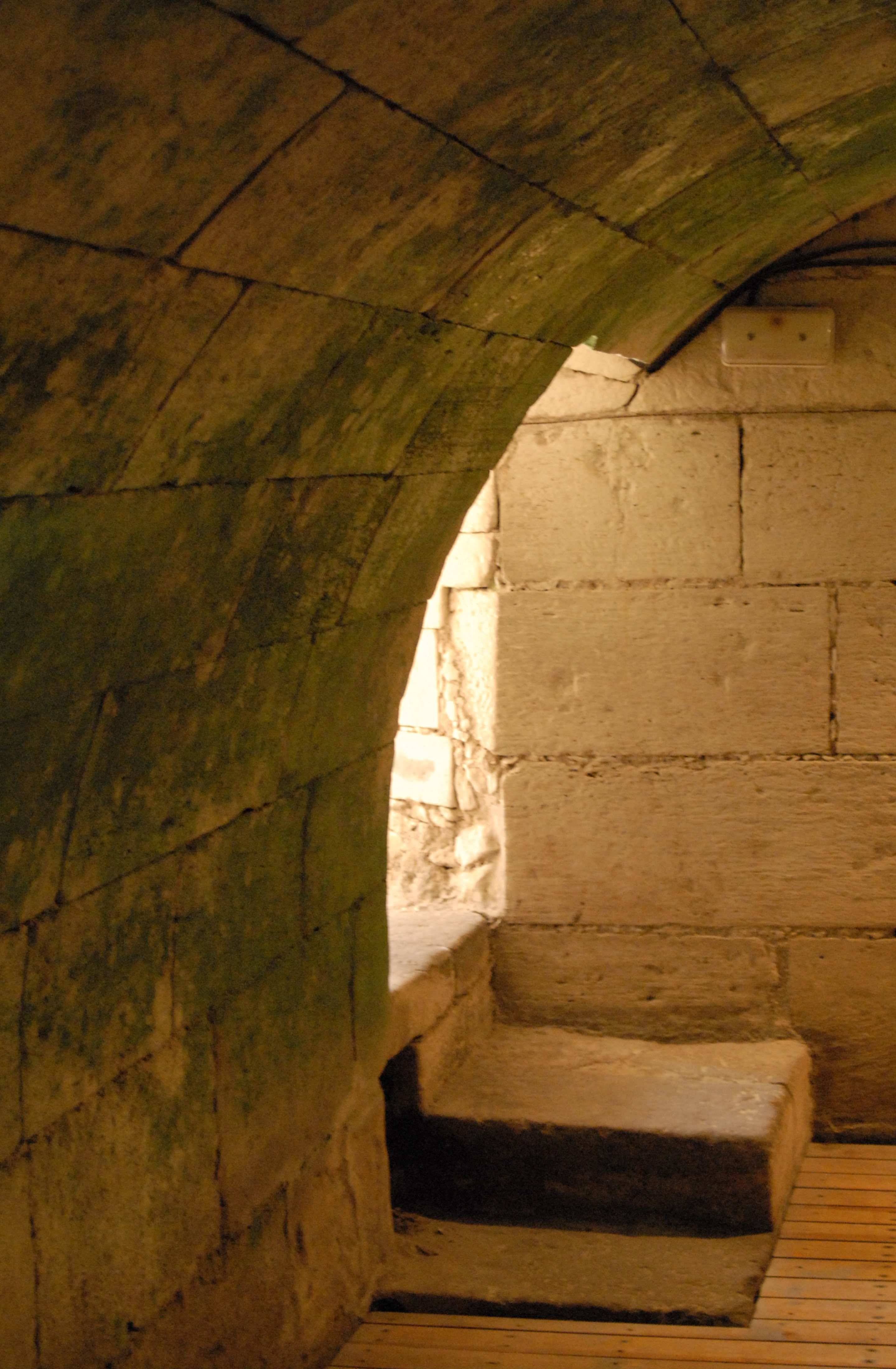
Sortida dels Aljubs de Melilla.

- Jaciment púnic-romà (Casa del Governador).
- Museu d'Arqueologia, Història i Costumista Sefardí i Berber, Magatzems de les Peñuelas, segle xviii.
- Pinacoteca de Melilla, Torre de la Vela, calabossos, Capella de l'Enramada, segle xvi i Muralla Real, segle xviii.
- Museu de l'Exèrcit, Baluard de la Concepció Alta, Magatzem de Pólvora, segle xviii, plataformes d'artilleria i Llengua de Sierpe, Baluard de la Concepció Baixa, Casa del 2º Farer, antic despatx del cronista oficial.
- Església de la Puríssima Concepció (1687, reconstruïda en 1757), on es venera una imatge de La nostra Senyora de la Victòria, patrona de la ciutat.
- Aljubs de 1571.
- Biblioteca Pública de l'Estat.
- Magatzems i Sala d'Armes de sant Juan, segle xviii Associació d'estudis De Melilla, Museu Etnogràfic.
- Magatzems de Sant Joan Vell.
- Magatzems de Florentina.
- Hospital del Rei, segle xviii.
- Hospital i botiga de San Francisco, segle xvii.
- Hospital Militar Pagès, segle xx.
- Far de Melilla, segle xx.
- Coves del Conventic, segle xviii.
- Coves de la Florentina, segle xviii.
- Caserna de Santa Ana, segle xiii i Aljub Vell, segle xvi.
- Caserna de la Maestranza, segle xviii.
- Conjunt monumental de la Porta de Santiago; segle xvi, Fossat de Santiago; segle xvi, la Plaça de l'Avanzadilla; segle xvi, i la Porta de Santa Anna; segle xvi.
- Conjunt monumental de la Plaça d'Armes, Plaza d'Armes, Baluards de San José Alt, San José Baix, Sant Pere Alt i Sant Pere Baix, segles xvii i XVIII.
- Conjunt monumental Fossat de l'Hornabeque, Fossat de l'Hornabeque; segle xvii i XVIII, Baluard de les Cinc Paraules; segle xviii, Baluard de Sant Fernando, Casernes de Sant Fernando i Porta i Túnel de la Victòria; segle xviii.

També compta amb edificis historicistes, eclèctics, art déco i classicistes de gran valor i bellesa.
Cal destacar:
- Església del Sagrat Cor de Jesús.
- Mesquita Central.
- Sinagoga Yamín Benarroch.
- Capella Castrense.

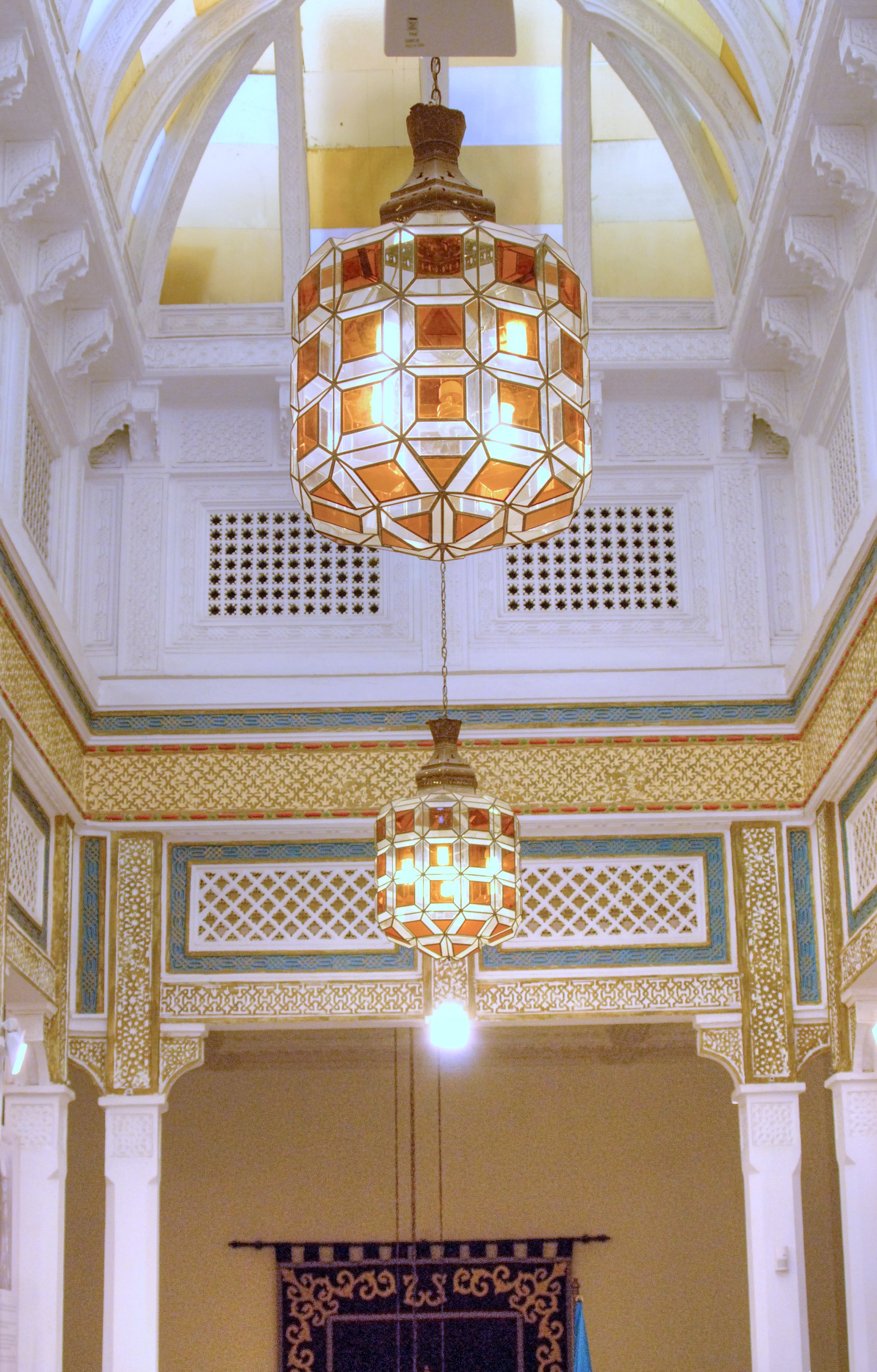
El casino Militar de Melilla.

- Capella de l'Hospital de la Creu Vermella, actual Parròquia de San Francisco Javier.
- Parròquia de la Medalla Miraculosa.
- Antic Col·legi del Bon Consell, seu actual de la universitat Nacional d'Educació a Distància i Centre Cultural Federíco García Lorca.
- Col·legi dels Germans de les Escoles Cristianes, actual Col·legi La Salle el Carmen
- Grup Escoles Mixtes, actual seu de la conselleria d'Economia i Hisenda de la Ciutat Autònoma de Melilla.
- Gran Hotel Regna Victoria, actual Casa dels Cristalls.
- Antic Cinema Monumental.
- Casa David J. Melul.
- Casa de Félix Saénz.
- Casa de l'Aqüeducte.
- Casa la Pilarica.
- Casa de Vicente Martínez.
- Casa de Lázaro Torres.
- Casa d'Enrique Nieto.
- Casa de Julián Argos.
- Casa de María Belso Reich.
- Casa de José Morely.
- Casino Militar.
- Casino Español
- Antiga redacció del Telegrama del Rif.
- Antic Economat Militar.
- Antics Grans Magatzems la Reconquesta.
- Antic Banc de Bilbao.
- Cambra Oficial de Comerç, Indústria i Navegació.
- Plaça de bous.
- Gran Teatre Kursaal.
- Casino Militar, Centre Cultural dels Exèrcits.
- Comandància General de Melilla i Palacio del Comandant General de Melilla.
- Comandància d'Enginyers
- Palau de l'Assemblea.